# Орден Крыла Святого Михаила
Орден Крыла Святого Михаила (порт. Ordem de São Miguel da Ala) — рыцарский католический военный орден, основанный в XII веке на территории Португалии. Был восстановлен в XIX веке и преобразован в династический орден дома Браганса в XX веке.

## История

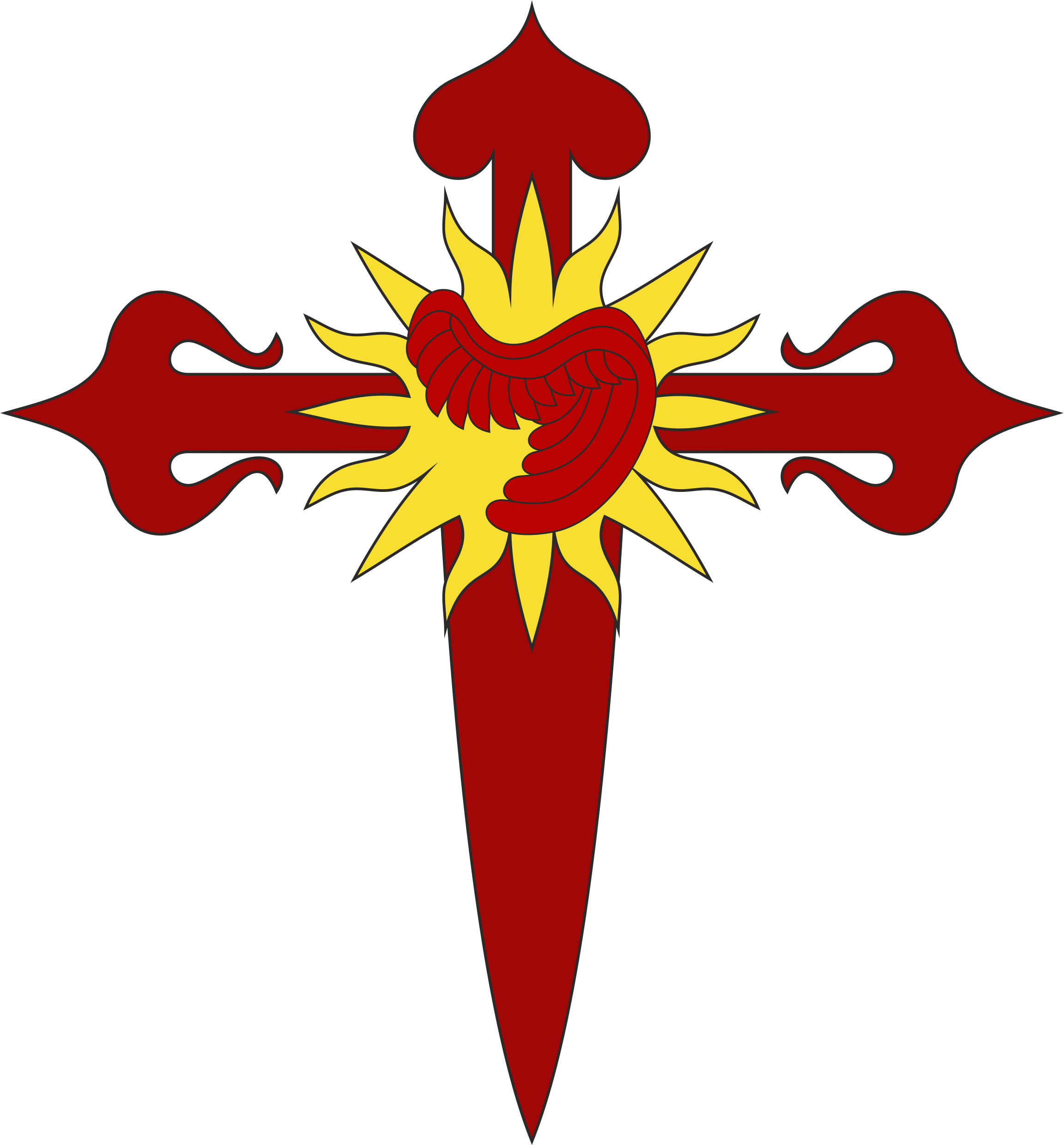
Крест ордена Крыла Святого Михаила

Орден был основан первым португальским королём Афонсу Завоевателем в честь группы рыцарей ордена Святого Иакова из Королевства Леон, которые помогли ему отбить город Сантарен у мавров в день праздника Архангела Михаила 8 мая 1147 года. По этой причине красный меч Святого Иакова и крыло Святого Михаила стали основными элементами символики нового ордена. Две геральдические лилии, позже также добавленные в знак ордена, символизировали цистерцианский устав королевского аббатства Алкобаса, где располагалось его руководство. Первый устав ордена был утвержден папой Александром III в 1171 году.
По одним данным, орден был распущен вскоре после смерти его основателя, короля Афонсу (либо же изначально существовал лишь формально). По другим данным, он прекратил своё существование не позднее 1732 года.
Первый раз орден был восстановлен королём Мигелом I в 1828 году во время гражданской войны с его братом Педру I. Позднее, в 1848 году, когда Мигел I жил в изгнании в Риме, орден получил новый устав. В дальнейшем возрожденный орден признавался только потомками короля Мигела (мигелистская ветвь династии Браганса) и их сторонниками.
В 1986 году принц Дуарте Пиу, прямой потомок Мигела, герцог Браганса и претендент на португальский трон, уведомил Святой Престол и власти Португалии о том, что он по-прежнему считает себя гроссмейстером ордена и будет продолжать награждения. В 2001 году им был обнародован обновленный устав.

## Степени
Орденом может быть награждён человек любого вероисповедания, гражданства или пола за заслуги перед португальской королевской семьей.
Всего существует шесть степеней:
- Рыцарь Большой цепи (Grande-Colar - зарезервировано для гроссмейстера и высших офицеров)
- Рыцарь Большого креста (Grã-Cruz)
- Гранд-офицер (Grande-Oficial)
- Командор (Comendador)
- Кавалер / Дама (Cavaleiro / Dama)
- Член